# Gündlischwand
Gündlischwand ist eine politische Gemeinde im Verwaltungskreis Interlaken-Oberhasli des Kantons Bern in der Schweiz.
Neben der Einwohnergemeinde gibt es auch eine Burgergemeinde gleichen Namens.

## Geographie
Gündlischwand liegt im Berner Oberland in den Alpen an beiden Seiten der Schwarzen Lütschine. Im oberen Teil der Gemeinde befindet sich das Sägistal mit einem kleinen See und dem Berg Sägissa (2465 m ü. M.). Auf der anderen Seite reicht das Gemeindegebiet (2280 m ü. M.) bis kurz unterhalb des Gipfels des Männlichen oberhalb der Oberen Spätenenalp. Auch der Zusammenfluss der Weissen mit der Schwarzen Lütschine liegt in den Gemeindegrenzen. Ebenfalls auf Gündlischwander Boden liegt die Station Schynige Platte, Endpunkt der Schynige Platte-Bahn. Die Nachbargemeinden von Norden beginnend im Uhrzeigersinn sind Iseltwald, Lütschental, Lauterbrunnen, Gsteigwiler und Bönigen.
Der Ort Zweilütschinen ist aufgrund der gleichnamigen Bahnstation der Berner Oberland-Bahn (BOB) ungleich bekannter als das Dorf Gündlischwand.

## Politik
Gemeindepräsidentin der Einwohnergemeinde ist seit 2021 Susanne Gertsch (Stand 2025).

## Bevölkerung
| Bevölkerungsentwicklung | Bevölkerungsentwicklung | Bevölkerungsentwicklung | Bevölkerungsentwicklung | Bevölkerungsentwicklung | Bevölkerungsentwicklung | Bevölkerungsentwicklung | Bevölkerungsentwicklung | Bevölkerungsentwicklung | Bevölkerungsentwicklung | Bevölkerungsentwicklung |
| ----------------------- | ----------------------- | ----------------------- | ----------------------- | ----------------------- | ----------------------- | ----------------------- | ----------------------- | ----------------------- | ----------------------- | ----------------------- |
| Jahr                    | 1764                    | 1850                    | 1880                    | 1900                    | 1930                    | 1950                    | 1980                    | 1990                    | 2000                    | 2023                    |
| Einwohner               | 123                     | 335                     | 279                     | 321                     | 316                     | 308                     | 287                     | 262                     | 263                     | 346                     |

## Geschichte
Bei der ersten Erwähnung 1331 trug das Dorf den Namen Gundlisswant. Die Augustinerprobstei Interlaken war der Besitzer und besass die Güter und Rechte der Siedlung. Mit der Reformation fiel der Ort 1528 an Bern und wurde von der Landvogtei Interlaken verwaltet. Zweilütschinen, ein Ortsteil von Gündlischwand, war ab 1580 Brückenort, ideal gelegen am Zusammenfluss der Weissen und Schwarzen Lütschine.
Vom zu Ende gehenden 16. Jahrhundert bis 1715 wurde das im hinteren Lauterbrunnental gewonnene Eisenerz im sogenannten Schmelziwald verhüttet. Reste dieser Anlage, die über einen Hochofen, eine Hammerschmiede, eine Giesserei, eine Köhlerei, eine Mühle und eine Taverne verfügte, sind noch erhalten. Gündlischwand gehört zur Kirchgemeinde Gsteig.
Am 2. September 1854 zerstärte ein Grossbrand einen grossen Teil des alten Dorfteils. Neun Häuser und zehn Scheunen verbrannten. Damit verloren 15 Haushaltungen mit über 60 Personen kurz vor dem Winter ihr Zuhause. Seit 1890 hat Gündlischwand durch die Haltestelle Zweilütschinen einen Bahnanschluss durch die BOB. Bis heute ist die Bahn der wichtigste Arbeitgeber. Hier sind auch das Depot und die Werkstätten.
Am 30. Juli 2025 gab es zwischen Gündlischwand und Wilderswil einen "mittleren bis schweren Felssturz".